# Emil Marzec
 Emil Marzec  (ur. 15 września 1929 we Wrzawach zm. 29 maja 2023 w Stargardzie) – pułkownik Wojska Polskiego, kwatermistrz – zastępca dowódcy 9 pułku zmechanizowanego (1958–1990).

## Życiorys
Emil Marzec urodził się 15 września 1929 we Wrzawach, w rodzinie Henryka. Wojna przerwała jego naukę, którą kontynuował po jej zakończeniu. Od 1941 w okresie okupacji niemieckiej był łącznikiem Armii Krajowej na terenie gminy Trześń. Przenosił meldunki, prasę konspiracyjną pomiędzy oddziałami partyzanckimi, które stacjonowały we Wrzawach, Radomyślu i Zaleszanach. 
W 1949 wstąpił do Oficerskiej Szkoły Kwatermistrzowskiej w Poznaniu i po jej ukończeniu w 1950 został skierowany do 9 pułku czołgów z 8 Dywizji Zmechanizowanej, gdzie był na stanowisku oficera mundurowego. 1 listopada 1951 był służbowo skierowany do 47 batalionu saperów w Tczewie z 16 Dywizji Zmechanizowanej pełniąc służbę na stanowisku szefa zaopatrzenia mundurowego. Od 1 listopada 1952 do 30 września 1953 był słuchaczem Centrum Wyszkolenia Kwatermistrzowskiego, po czym został skierowany do Szczecina na stanowisko pomocnik dowódcy ds. zaopatrzenia w 2 dappanc z 12 Dywizji Piechoty. 29 marca 1955 objął funkcję pomocnika dowódcy ds. zaopatrzenia w 138 pal z 12 Dywizji Piechoty, a tego samego roku, 25 października był w 41 pułku piechoty z 12 Dywizji Piechoty, pełniąc służbę na tym samym stanowisku. 
28 sierpnia 1957 został skierowany do Stargardu Szczecińskiego na stanowisko kwatermistrza 9 pułku piechoty, a w 1958 po przeformowaniu jednostki w 9 pułk zmechanizowany był na stanowisku kwatermistrza – zastępcy dowódcy pułku. 30 października 1967 został skierowany do Warszawy, gdzie był słuchaczem WKDO przy Akademii Sztabu Generalnego, po czym po jego ukończeniu powrócił do Stargardu na stanowisko kwatermistrza – zastępcy dowódcy 9 pułku zmechanizowanego. Od 27 listopada 1975 do 25 maja 1976 był kwatermistrzem podczas misji w Polskiej Wojskowej Jednostki Specjalnej Doraźnych Sił Zbrojnych ONZ na Półwyspie Synaj i Wzgórzach Golan. Po misji powrócił do pełnienia służby na stanowisku kwatermistrza – zastępcy dowódcy 9 pułku zmechanizowanego. 3 kwietnia 1990 zakończył zawodową służbę wojskową w stopniu podpułkownika i został przeniesiony w stan spoczynku. 
W latach 1990–1993 był komendantem WDW Jantar w Dziwnowie. Był także radnym miejskim w Stargardzie Szczecińskim. Udzielał się społecznie jako emeryt. W 1995 wstąpił do Związku Żołnierzy Wojska Polskiego, a w 2001 do Związku Inwalidów Wojennych RP pełniąc funkcję przewodniczącego Komisji Rewizyjnej. W 2013 minister obrony narodowej Tomasz Siemoniak Rozkazem Nr 43 z dnia 6 listopada 2013 awansował go do stopnia pułkownika, a awans 11 listopada 2013 wręczył mu szef Wojewódzkiego Sztabu Wojskowego w Szczecinie kmdr Dariusz Bednarczyk. 
Emil Marzec zmarł 29 maja 2023 w Stargardzie w wieku 94 lat, został pochowany 2 czerwca 2023 na cmentarzu komunalnym Giżynek Stargard. Oprawę uroczystości zapewniła wojskowa asysta honorowa. Miał żonę Marię, córkę i syna, doczekał się czwórki wnucząt i jednego prawnuka.

## Awanse
- podporucznik – 1950[2]

(...)
- podpułkownik – 1968[2][4]

 Awanse w stanie spoczynku 
- pułkownik – 2013[2]

## Ordery i odznaczenia[1]

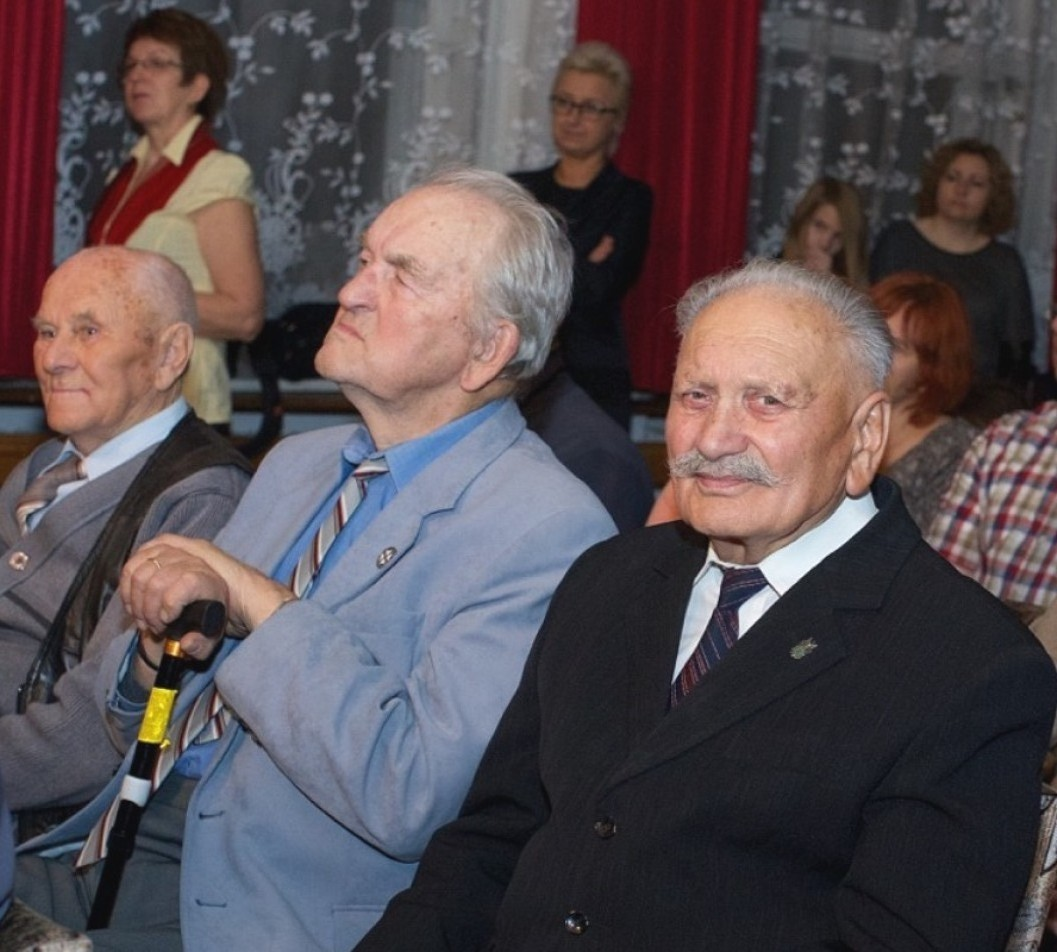
W środku płk Emil Marzec, z prawej płk Eugeniusz Ankutowicz podczas wieczornicy listopadowej w Stargardzie

- Krzyż Kawalerski Orderu Odrodzenia Polski
- Złoty Krzyż Zasługi
- Srebrny Medal „Siły Zbrojne w Służbie Ojczyzny”
- Brązowy Medal „Siły Zbrojne w Służbie Ojczyzny”
- Brązowy Medal „Za zasługi dla obronności kraju”
- Medal Komisji Edukacji Narodowej
- Odznaka Honorowa Gryfa Pomorskiego
- Złota Odznaka honorowa „Za zasługi dla Związku Inwalidów Wojennych RP”

i inne